# Riventosa
Riventosa (korziško A Riventosa) je naselje in občina v francoskem departmaju Haute-Corse regije - otoka Korzika. Leta 2006 je naselje imelo 172 prebivalcev.

## Geografija
Kraj leži v osrednjem delu otoka Korzike znotraj naravnega regijskega parka Korzike, 10 km južno od Cort.

## Uprava
Občina Riventosa skupaj s sosednjimi občinami Casanova, Muracciole, Poggio-di-Venaco, Santo-Pietro-di-Venaco, Venaco in Vivario sestavlja kanton Venaco s sedežem v Venacu. Kanton je sestavni del okrožja Corte.

## Zanimivosti
- cerkev sv. Antona Puščavnika.